# Justina Lavrenovaitė-Perez
Justina Lavrenovaitė-Perez (* 7. Oktober 1984) ist eine litauische Fußballschiedsrichterin.
Seit 2014 steht Lavrenovaitė-Perez auf der Liste der FIFA-Schiedsrichter und leitet internationale Fußballpartien. Bis zur ersten Hälfte der Saison 2024/25 gehörte sie zur Gruppe der UEFA-First-Category-Schiedsrichterinnen, der zweithöchsten Schiedsrichterinnen-Kategorie.
Bei der U-19-Europameisterschaft 2017 in Nordirland pfiff Lavrenovaitė-Perez zwei Gruppenspiele und das Halbfinale zwischen den Niederlanden und Spanien (2:3).
Zudem leitete Lavrenovaitė-Perez bisher bzw. leitet unter anderem Spiele in der Women’s Champions League, in der Qualifikation für die Europameisterschaft 2022 in England, in der europäischen WM-Qualifikation für die Weltmeisterschaft 2023 in Australien und Neuseeland sowie Freundschaftsspiele.
Lavrenovaitė-Perez ist mit dem amerikanischen Fußballtrainer Heraclio Ulises Perez verheiratet; die beiden haben einen Sohn.